# Tullgrenella gertschi
Tullgrenella gertschi är en spindelart som beskrevs av Galiano 1981. Tullgrenella gertschi ingår i släktet Tullgrenella och familjen hoppspindlar. Inga underarter finns listade i Catalogue of Life.